# Al Jawhara bint Musaed Al Jiluwi
Al Jawhara bint Musaed Al Jiluwi (1891 – Riyad, 1919) è stata una delle mogli del re Abd al-Aziz e madre del re Khalid dell'Arabia Saudita.

## Origini
Al Jawhara bint Musaed apparteneva alla famiglia Al Jiluwi, un ramo cadetto degli Al Sa'ud. Questi discendono infatti dal fratello minore del nonno di re Abd al-Aziz l'emiro Faysal bin Turki bin Abd Allah. Le radici di questo ramo cadetto risalgono al principe Jiluwi bin Turki bin Abd Allah, che ha servito come governatore di Unayzah alla fine del 1700.
I membri di questa famiglia si allearono con re Abd al-Aziz per eliminare la minaccia rappresentata dal clan degli Al Kabir. Abd Allah Al Jiluwi ha servito come vice comandante del sovrano e lo ha aiutato nella conquista della regione orientale dell'Arabia. È stato governatore della Provincia Orientale dal 1913 al 1938. Suo figlio Sa'ud gli succedette nel governo di questa provincia rimanendo in carica fino al 1967. In seguito, un altro figlio, Abdul Muhsin, ha servito come governatore dal 1967 al 1985 prima di essere sostituito dal principe Muhammed bin Fahd.
Inoltre, alcuni membri del clan Al Jiluwi sposarono gli appartenenti della casa reale. In particolare, alcune delle coniugi di re Faysal, re Fahd e re Abd Allah e dei principi Sultan e Nayef appartenevano al clan Al Jiluwi.
Al Jawhara era figlia di Musaed, nipote di Faysal bin Turki Al Sa'ud e di Hussa bint Abd Allah bin Turki Al Turki. La nonna paterna, Noura bint Ahmed Al Sudairi, apparteneva alla potente famiglia, Al Sudairi. Entrambe le famiglie, gli Al Jiluwi e gli Al Sudairi, sono stati forti sostenitori degli Al Sa'ud nei primi anni della formazione dello stato. Il fratello Abd al-Aziz bin Musaed è stato governatore della provincia di Ha'il.

## Matrimonio
Al Jawhara bint Musaed era una delle mogli preferite del sovrano. Si sono sposati nel 1908, e lei era la quarta moglie del re. Questo è stato l'unico matrimonio di re Abd al-Aziz contratto con una parente stretta.
Dalla loro unione sono nati tre figli, Muhammad, Khalid e Al Anoud. L'unica femmina, Al Anoud, ha sposato due figli di Sa'd bin Abdul Rahman. In primo luogo si è maritata con Sa'ud e alla sua morte ha sposato suo fratello Fahd.
Al Jawhara bint Musaed era estremamente interessata all'equitazione e all'allevamento. Ha creato una stalla all'interno del suo palazzo di Riyad e assunto i migliori istruttori del Najd per addestrare i cavalieri che hanno contribuito in modo significativo all'unificazione del regno. È stata speciale per re Abd al-Aziz per diverse ragioni. In primo luogo, Al Jawhara era cugina del marito, in secondo luogo, è stata scelta dalla madre del sovrano per diventare sua moglie, infine, è morta in giovane età.

## Morte
Al Jawhara bint Musaed è deceduta a Riad nel 1919 durante la pandemia influenzale (detta "spagnola"), che ha anche ucciso anche il principe Turki, il figlio maggiore del marito. La sua stanza nel palazzo è stata mantenuta intatta, vietando a tutti, tranne al re e alla di lui sorella Noura, di entrare. La morte di Al Jawhara bint Musaid ha lasciato così devastato il marito che appresa la triste notizia iniziò a gridare.